# Quthing Airport
Quthing Airport är en flygplats i Lesotho.   Den ligger i distriktet Quthing, i den sydvästra delen av landet, 120 km söder om huvudstaden Maseru. Quthing Airport ligger 1 633 meter över havet.
Terrängen runt Quthing Airport är kuperad. Runt Quthing Airport är det ganska glesbefolkat, med 45 invånare per kvadratkilometer. Närmaste större samhälle är Quthing, 1,1 km nordost om Quthing Airport. Trakten runt Quthing Airport består i huvudsak av gräsmarker.